# 秦岭藤白前
秦岭藤白前（学名：Cynanchum biondioides）为夹竹桃科鹅绒藤属的植物。分布在中国大陆的云南等地，生长于海拔2,100米的地区，多生长在斜坡灌木丛中，目前尚未由人工引种栽培。